# Enon (banda)
Enon fue una banda de rock alternativo, formada originalmente por John Schmersal (guitarra y voz), Rick Lee (bajo) Stephen Calhoon (batería) en 1999, creando un sonido sofisticado; combinando guitarras disonantes con la aguda voz de la japonesa Toko Yasuda (ex Blonde Redhead, The Van Pelt, The Lapse) y un estilo muy especial de hacer música.[cita requerida] Se desintegraron en el 2011.

## Miembros
- John Schmersal : canto, guitarra
- Matt Schulz : batería
- Toko Yasuda : bajo, canto

## Discografía

### Álbumes
- 1998 Long Play
- 1999 Believo!
- 2002 High Society
- 2003 Hocus Pocus
- 2004 Onhold
- 2005 Lost Marbles and Exploded Evidence (compilation album + DVD set)
- 2007 Grass Geysers...Carbon Clouds

### 7"
- 1998 "Fly South"
- 1999 "Motor Cross"
- 2001 "Listen (While You Talk)"
- 2001 "Marbles Explode"
- 2001 "The Nightmare Of Atomic Men"
- 2002 Enon [Self-Titled]
- 2002 "Drowning Appointment"
- 2003 "In This City"
- 2003 "Evidence"
- 2003 "Because Of You"
- 2003 "Starcastic"
- 2007 Annashade

### Compilaciones
- 2001 track "New York's Alright (If You Like Saxophones)" on This Is Next Year: A Brooklyn-Based Compilation
- 2001 track "Tilt You Up" on Multiball #21
- 2001 track "Off The Hook" on Friction Records Vol. 1
- 2001 track "Stamina Obliterate" on For Fun Only!
- 2002 track "White Rabbit" on Don't Know When I'll Be Home Again (A Compilation Benefiting American Veterans Of The Vietnam War)
- 2003 track "Sex Beat" on On The High Wire (U.S. Pop Life Vol. 15 Power - Energy)
- 2004 track "Shave" on The 2004 Believer Music Issue Compilation
- 2005 track "Marbles Explode" on Friction Records Free Sampler CD

## Video
- "Come Into" (2001
- "Cruel" (2001
- "Window Display" (2002
- "Carbonation" (julio de 2002
- "Pleasure and Privilege" (octubre de 2002
- "In This City" (febrero de 2003
- "Murder Sounds" (2004
- "Daughter in the House of Fools" (2004
- "Mikazuki" (2004